# Đấu sĩ Borghese
Tượng Đấu sĩ Borghese là một bức tượng Hy Lạp bằng cẩm thạch, được tạc tại Ephesus - một thành phố Hy Lạp cổ - vào năm 100 trước Công nguyên bởi Agasias, người con của Dositheus (Agasias, son of Dositheus). Mặc dù thường được gọi là một đấu sĩ, bức tượng thực ra đang miêu tả một chiến binh. Tượng Đấu sĩ Borghese hiện đang được trưng bày tại bảo tàng Louvre, Paris với mã số Ma 527.

## Phát hiện
Bức tượng được tìm thấy năm 1609 tại Nettuno, trong đống tro tàn của dinh thự hoàng đế Néron. Vào lúc này, bức tượng đã bị vỡ ra thành nhiều mảnh. Ngay sau đấy, nó đã được Hồng y giáo chủ Scipion Borghese mua lại, và được phục chế vào năm 1611 bởi nhà điêu khắc Nicolas Cordier: mười bốn mảnh vỡ đã được ghép lại với nhau, Cordier cũng đã phục hồi phần tay phải vươn về phía sau còn thiếu, tai phải và bộ phận sinh dục. Bức tượng sau đó gia nhập bộ sưu tập của Hồng y giáo chủ, và được trưng bày trang trọng trong một căn phòng riêng tại casino Borghese, Pincio, Roma.
Vào năm 1807, hoàng tử Camille Borghese, do gặp những khó khăn chồng chất về tài chính, đã quyết định bán đi một phần bộ sưu tập của dòng họ. Camille Borghese đã liên hệ với những nhà sưu tập người Anh, nhưng sau đó, chính anh rể của Camille Borghese là Napoléon đệ nhất là người mua lại bức tượng Đấu sĩ Borghese cùng với rất nhiều cổ vật khác. Bức tượng, phần đáng giá nhất của cuộc mua bán, đã được mang về Pháp bằng đường bộ nhằm tránh sự can thiệp của người Anh. Bức tượng về đến Paris tháng 10 năm 1808, và gia nhập bộ sưu tập của bảo táng Louvre với mã số 527.
Bức tượng sau đó đã bị hư hỏng nặng nề do bị dập khuôn quá nhiều, cho đến năm 1996, nó đã được phục chế lại. Bề mặt tượng được lau rửa sạch sẽ, mọi nét phục chế của thế kỉ 16 được giữ lại hoàn toàn.

## Miêu tả

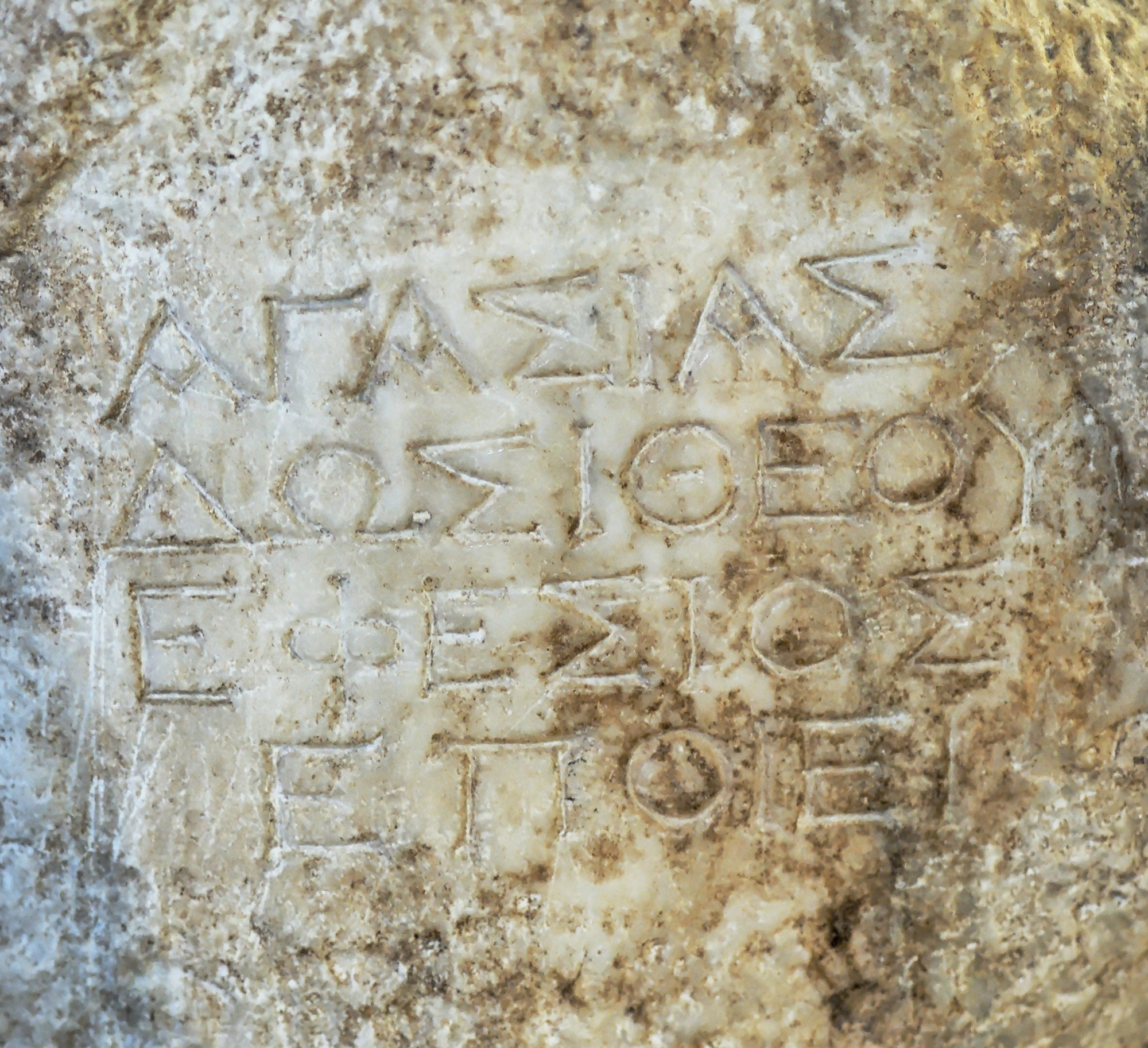
Chữ ký của tác giả trên đế tượng

Bức tượng được làm bằng thạch cao vùng Penteliko (một ngọn núi ở Hy Lạp), miêu tả một người đàn ông khỏa thân, dáng vóc to hơn bình thường - bức tượng cao 1m69cm tính từ đỉnh đầu xuống bệ tượng. Bức tượng trông giống một chiến binh đang chiến đấu chống lại một kị sĩ đứng ở bên trái. Nghiêng mạnh người về phía trước, chiến binh ngẩng mặt và tự bảo vệ bằng cách giơ cao tấm khiên bên tay trái. Chân trái của tượng được đặt căng về phía sau dọc theo trục cơ thể, chỉ có mũi chân trái chạm đất. Chân phải tượng trùng xuống và chịu trọng lượng của cơ thể. Bức tượng đặt trong thế cân bằng nhờ một cột chống có hình dạng một khúc cây, được nối với tượng ở phần bắp đùi phải. Cánh tay phải được phục chế lại thì căng hoàn toàn về phía sau, bàn tay phải cầm một khúc kiếm.